# غاري هيرفورد
غاري هيرفورد (بالإنجليزية: Gary Herford)‏ هو مجدف أسترالي، ولد في 10 أغسطس 1940 في Manly, New South Wales ‏ في أستراليا، وتوفي في 17 نوفمبر 1997.

## وصلات خارجية
- غاري هيرفورد على موقع الاتحاد الدولي للتجديف (الإنجليزية)
- غاري هيرفورد على موقع اللجنة الأولمبية الدولية (الإنجليزية)
- غاري هيرفورد على موقع أوليمبيديا (الإنجليزية)